# Benteshina
Benteshina (o Pendishena) fu un sovrano del regno di Amurru, da lui governato nella prima metà del XIII secolo a.C.
Trovandosi nella zona di influenza ittita ed egiziana, i cui regni erano allora governati da Muwatalli II e da Ramses II, scelse di allearsi con il secondo, quando invece il suo predecessore Aziru era stato vassallo del regno ittita. 
Sostenne il faraone nella battaglia di Kadesh e il suo apporto fu decisivo permettendo a Ramses II di sganciarsi dal campo di battaglia e ritirarsi in Egitto. 
A causa del suo appoggio alla causa egiziana, si ritrovò, dopo la battaglia, a dover subire la ritorsione degli Ittiti che lo catturarono, detronizzandolo.
Benteshina riuscì comunque ad entrare nella cerchia di Hattushili, fratello del re ittita, seguendolo e servendolo nel regno vassallo di Hakpis. Quando poi Hattushili, in seguito alle lotte per la successione dopo la morte del fratello Muwatalli, riuscì ad avere la meglio sul nipote Muršili III e a diventare sovrano degli Ittiti, ricompensò generosamente Benteshina per la sua fedeltà e lo designò nuovamente re dell'Amurru. 
Da allora Benteshina restò sempre fedele al re ittita. Per rinsaldare le alleanze, fece sposare una sua figlia con un altro vassallo degli ittiti, il re Ammistamru II di Ugarit.

## Fonti e bibliografia
- Lettere di Amarna (in pc. EA85, eci171).
- Trattato di Shausgamuwa (CTH 105).
- Mario Liverani, Antico Oriente, 2002; M. Liverani, Rivista degli Studi Orientali, 40: pp. 267-277.